# Caldera (Cile)
Caldera è un comune del Cile della provincia di Copiapó nella Regione di Atacama. Al censimento del 2002 possedeva una popolazione di 13.734 abitanti.

## Società

### Evoluzione demografica
| Censimento del 1992 | Censimento del 2002 |
| 12.061 ab.          | 13.734 ab.          |